# Walter Maximilian Lehmann
Walter Maximilian Lehmann (* 16. Januar 1880 in Berlin; † 22. September 1959 in Bonn) war ein deutscher Paläontologe.
Lehmann war zunächst Kaufmann in der Exportabteilung einer Lokomotiv- und Waggonfabrik, was zu Geschäftsreisen durch Europa, Nordafrika und Kleinasien führte. Er leitete später ein eigenes Unternehmen für Feldbahnen in Italien. 1920 holte er in Hamburg das Abitur nach und studierte in Hamburg und Berlin Naturwissenschaften, mit der Promotion 1924 bei Georg Gürich in Hamburg über Röntgenstrukturuntersuchungen an einem Mineral. Er war danach als Wissenschaftler in einer Röntgenröhrenfabrik und hielt gleichzeitig Vorlesungen an Technischen Schulen in Hamburg. Später war er Lehrbeauftragter für Geologie und ab 1948 Honorarprofessor am Mineralogischen Institut der Universität Bonn, wo er die Röntgenabteilung leitete.
Lehmann ist für die Erforschung der Fossilien des Hunsrückschiefers aus dem Unterdevon bekannt. Erste Fossilien beschrieb dort Ferdinand von Roemer (1818–1891, Professor in Breslau) 1862 und ab den 1920er Jahren waren dort auch die Paläontologen Ferdinand Broili, Fritz Kutscher, W. Erich Schmidt und Rudolf Richter an der Erforschung beteiligt sowie der Sammler Rudolf Opitz (mit einer Monographie 1932) und der Bonner Fossilienhändler Bernhard Stürtz (1845–1928, der im 19. Jahrhundert darüber veröffentlichte).
1957 erschien seine Monographie Die Asterozoen in den Dachschiefern des rheinischen Unterdevons (Abh. Hessisches Landesamt für Bodenforschung), die schon vor dem Zweiten Weltkrieg weitgehend fertiggestellt war, aber wegen des Krieges erst später erscheinen konnte. Er wandte als erster Röntgenverfahren auf die Fossilien des Hunsrückschiefers an, was dann Ende der 1960er Jahre der Physiker (in der Röntgenabteilung bei Siemens) Wilhelm Stürmer fortsetzte.